# Faucille
Pour les articles homonymes, voir Faucille (homonymie).
Ne doit pas être confondu avec Serpe.

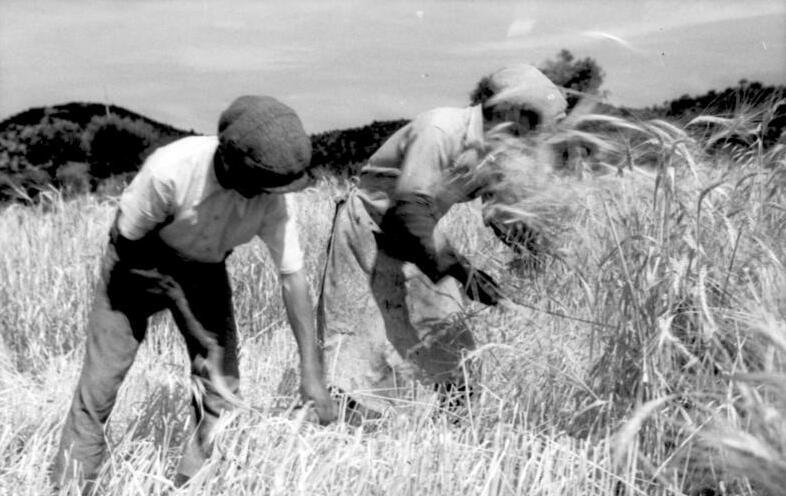
Récolte des blés en Italie du sud en 1943.

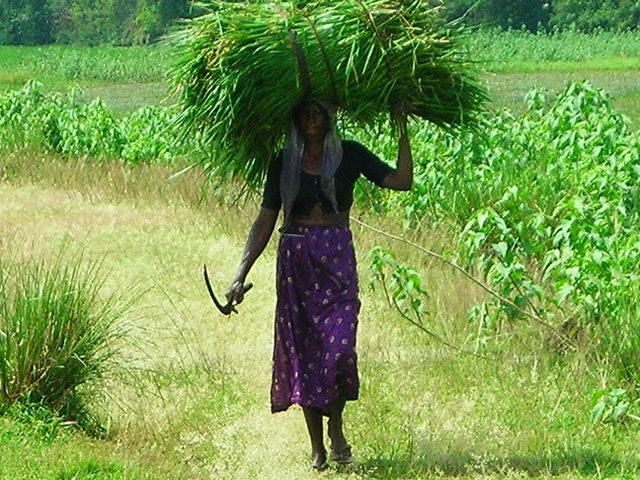
Retour des champs dans le Kerala en 2007.

La faucille est un outil de cultivateur, proche de la faux, utilisé pour récolter des végétaux (herbe et fourrages divers, récoltes sur tige) et en particulier moissonner les céréales. 
Elle ne doit pas être confondue avec la serpe qui est un outil de coupe du bois et non un outil de moisson.

## Historique

### Préhistoire

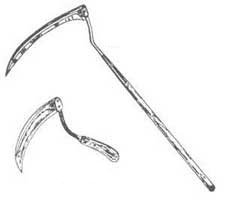
Faucille (à gauche) et faux (à droite).

La faucille, qui se tient à une main, précède chronologiquement la faux. La faucille primitive apparaît au paléolithique supérieur (-20 000 à -10 000). Au Paléolithique et au Néolithique, la faucille était constituée d'une longue lame de silex, ou d'un « manche incurvé qui porte, fixées dans une gouttière, une série de lamelles de pierre ». 
A l'âge du bronze elle était couramment en bois garnie d'une denture en silex. Elle pouvait être droite avec une déviation du manche, ou rappeler la forme d'une faux moderne que l'on retrouve a l'énéolithique de l'Egypte à la Bretagne, en passant par l'Italie et la suisse avec peu de variantes.  

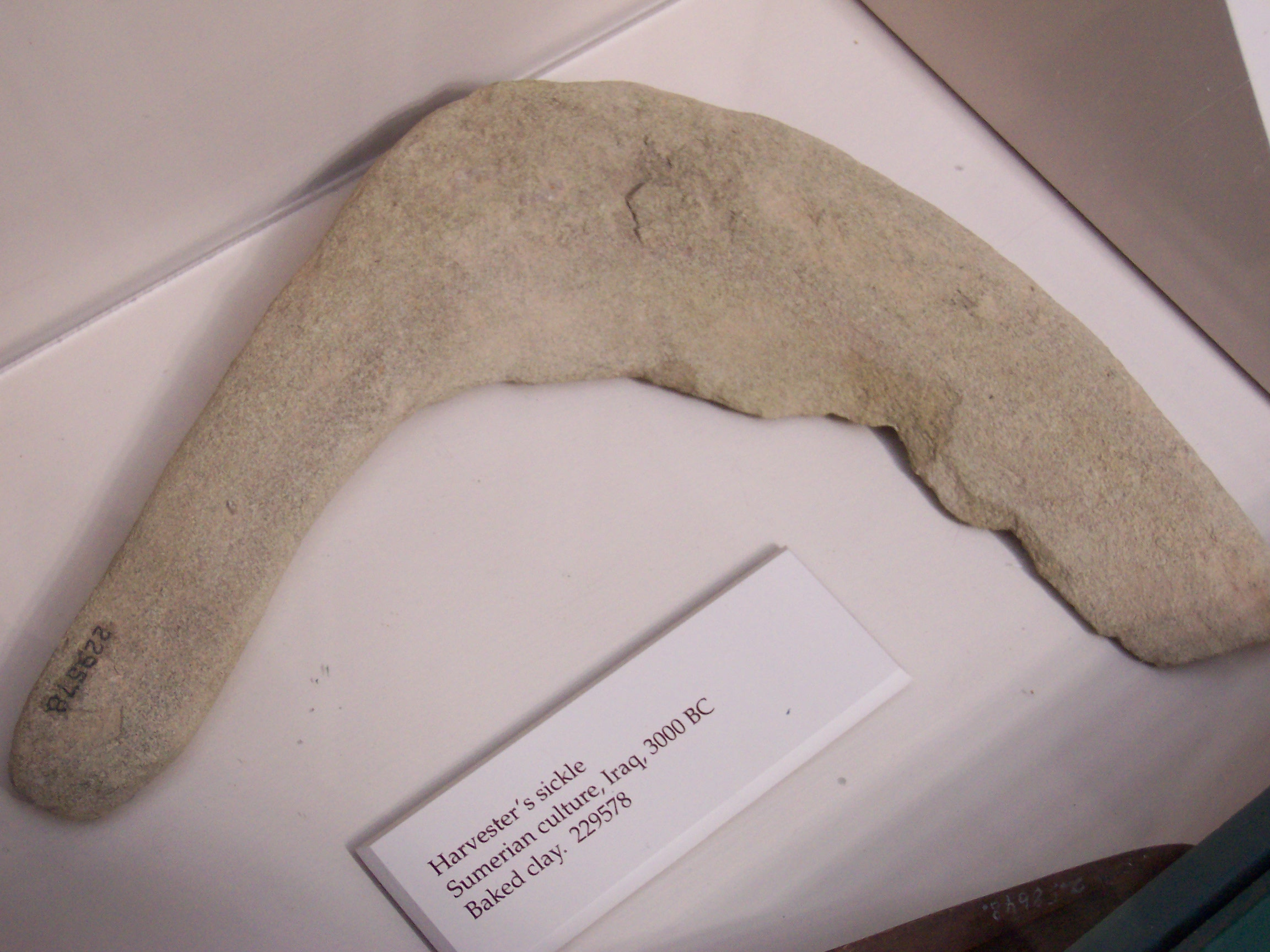
Faucille d'argile sumérienne.
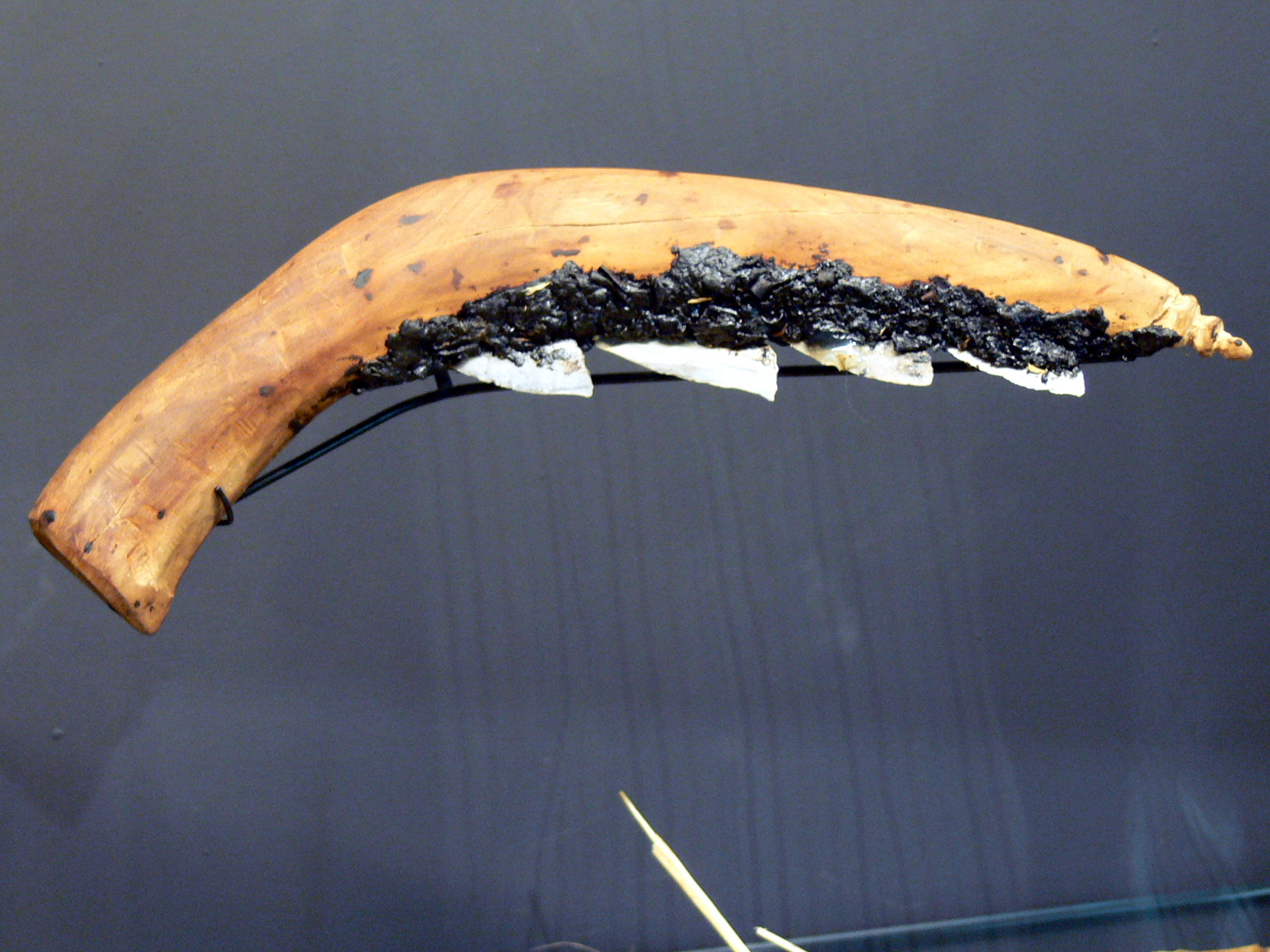
Faucille néolithique.
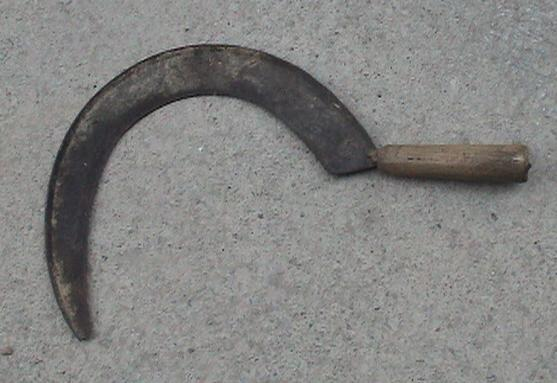
Faucille actuelle.

## Usage agricole

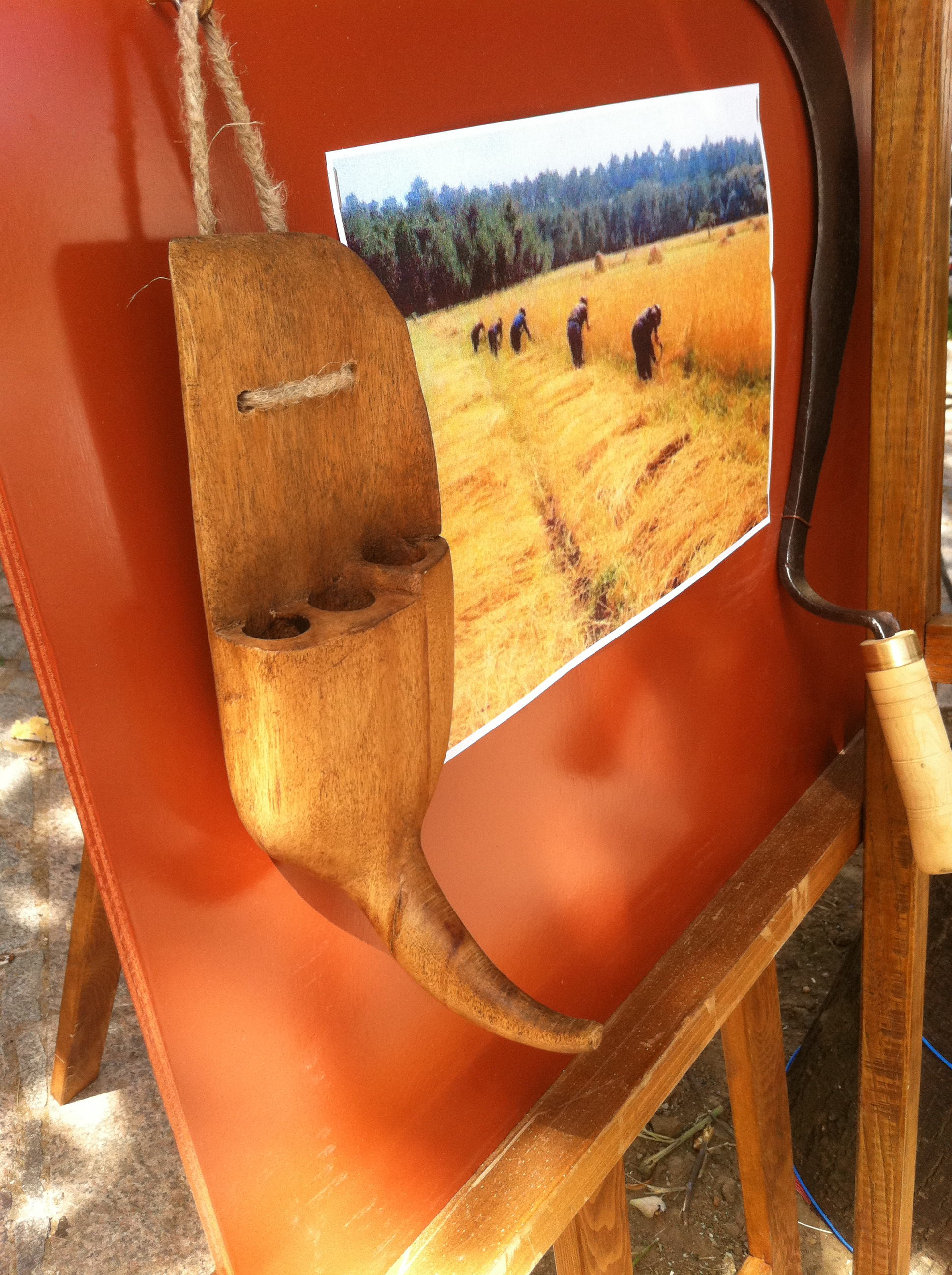
Gant de bois destiné à protéger la main gauche d'un faucheur droitier.

Lors de la moisson, le faucheur doit se protéger la main qui tient la javelle des coups de faucille possibles.

### Proximité avec l'outil dénommécroissantouserpe

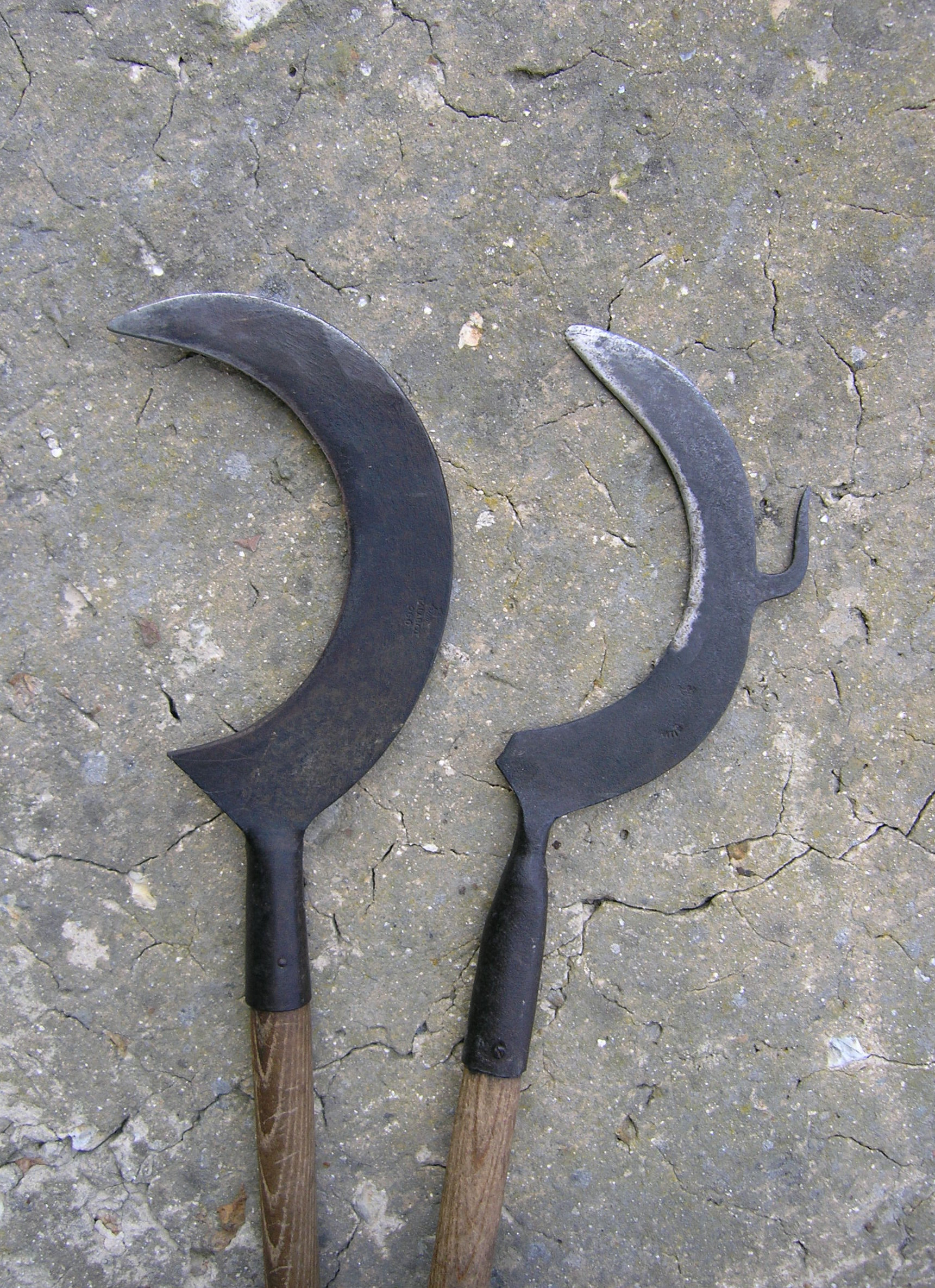
Deux types de croissant.

Le croissant est un outil agricole doté d'une forte lame, en forme de croissant, utilisé pour l'élagage des arbres ainsi qu'à la tonte des haies, des ronciers et des broussailles. La lame d'acier s'aiguise à la pierre à eau, le métal se briserait au battage. Dans les campagnes bourbonnaises, cet outil est aussi appelé gouyard ou goyard, mot issu de "goye", désignant la serpe ordinaire,. Le terme « volant », en tous pays francophones, est souvent employé pour désigner le même objet.

### France
Dans quelques parties du Midi de la France, l'opérateur utilise des didals, des doigtiers faits de roseau. Dans d'autres régions, les faucheurs à la faucille utilisaient des gants de bois préparés pendant les veillées d'hiver. Le gant de bois pouvait comporter trois ou quatre doigts, le pouce devant rester libre pour saisir le javelle, ou un creux unique pour tous les doigts. Le gant se termine par une pointe qui aide à la formation de la javelle.

## Usage au combat
La faucille a été utilisée comme arme au XVIe siècle, et son usage au combat a fait notamment l'objet d'un chapitre du traité De arte athletica publié en 1542 par Paulus Hector Mair.

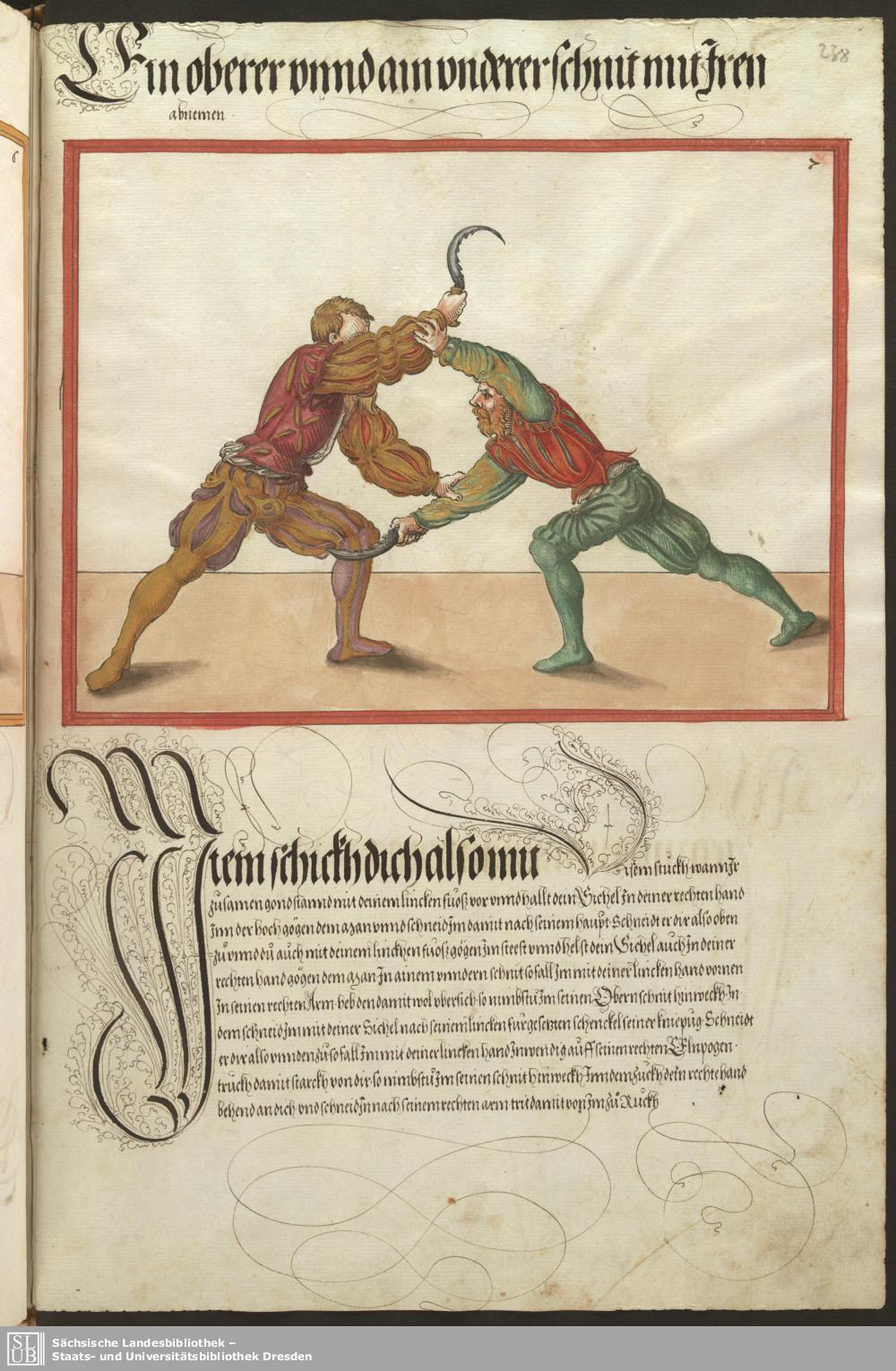
Exemple de technique de combat à la faucille.
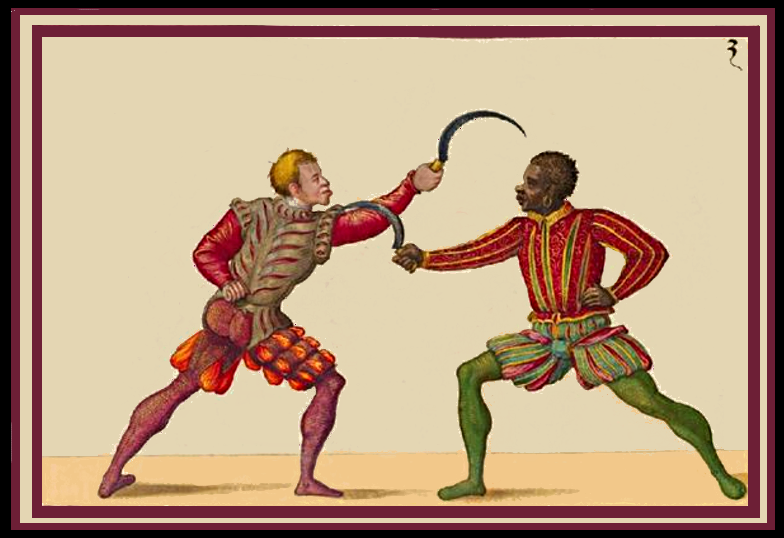
Exemple de technique de combat à la faucille.

## Entretien
L'affinage ou le redressement du tranchant de la faucille peut se faire par battage. Le fer souple s'affine sous les coups, il n'y a pas de perte de matière. Le battage peut se faire avec les mêmes outils que le battage de la faux. L'aiguisage se fait à la pierre.

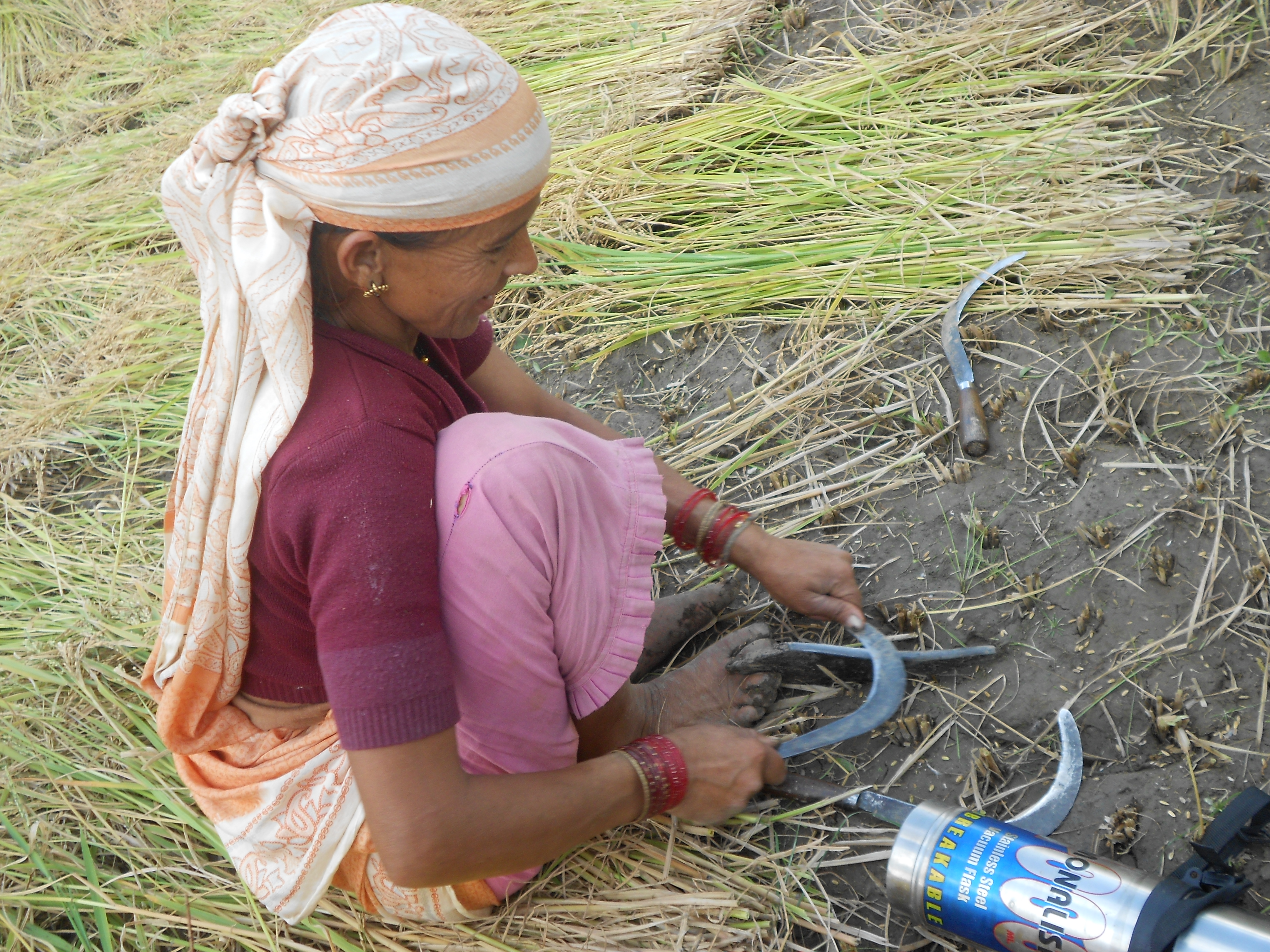
Aiguisage à la pierre.

## Symbolique

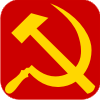
La faucille et le marteau sont un symbole du communisme.

Elle a été utilisée comme symbole de la classe paysanne, par exemple sur le drapeau soviétique représentant la faucille et le marteau.

## Calendrier
Le 10e jour du mois de messidor du calendrier républicain / révolutionnaire français est officiellement dénommé jour de la faucille, généralement chaque 28 juin du calendrier grégorien.